# Занстра, Герман
Герман Занстра (нидерл. Herman Zanstra, 1894—1972) — нидерландский астроном.

## Биография
Родился близ Херенвена во Фрисландии, в 1917 окончил Делфтский технический университет, где специализировался по химии и гражданской инженерии.
После окончания университета работал в Делфте в течение четырёх лет (последние два — преподавал в университете), за это время опубликовал ряд работ по релятивистскому движению, которые направил для ознакомления американскому профессору У. Ф. Суонну. Суонн в ответ предложил Занстра получить степень Ph.D в области теоретической физики в университете Миннесоты в Миннеаполисе. Занстра принял предложение и в 1923 защитил диссертацию на тему «Исследование релятивистского движения в связи с классической механикой». После этого Занстра стажировался в Чикаго, различных лабораториях в Нидерландах и Германии, лаборатории Нильса Бора в Копенгагене, а также в Калифорнийском технологическом институте. Здесь он написал свою знаменитую статью «Применение квантовой теории к светимости диффузных туманностей». В 1929—1938 работал в Амстердамском университете, во время Второй мировой войны был вынужден эмигрировать в Южную Африку, в 1941—1946 преподавал физику в колледже в Дурбане, после чего вернулся в Нидерланды. В 1946—1959 — профессор Амстердамского университета, директор Астрономического института этого университета.
Основные труды в области теории свечения газовых туманностей. Показал, что их линейчатый эмиссионный спектр водорода возникает в результате фотоионизации атомов излучением горячей звёзды. Разработал теорию этого процесса и создал метод определения температуры возбуждающей звёзды (метод Занстра), что дало возможность впервые установить шкалу температур наиболее горячих звёзд. В 1940-е годы выполнил ряд важных исследований по теории образования спектральных линий с учетом перераспределения по частотам при рассеянии. В 1949 применил эту теорию к расчету поля Lα-излучения в туманностях. Использовал теорию резонансного излучения для объяснения спектров комет. В 1950 предложил новый метод определения температуры солнечной хромосферы по величине бальмеровского скачка. Ряд его работ посвящён исследованию звёзд типа Вольфа — Райе, сверхновых как источников космических лучей, а также изучению рассеяния света в земной атмосфере и в оптических инструментах.
Золотая медаль Королевского астрономического общества (1961).
В его честь назван кратер на Луне.